# Tatjana Pokorny
Tatjana Pokorny (* 2. September 1976 in Garmisch-Partenkirchen) ist eine deutsche Schauspielerin, Synchronsprecherin und Theaterregisseurin.

## Leben und Wirken
Tatjana Pokorny ist die Tochter des Schauspielerehepaars Rainer Pokorny und Regina Rohrbeck. Schon während ihrer Schulzeit war sie in vielen Schultheaterprojekten aktiv und erhielt für ihr Engagement 1994 die Pro-Meritis-Medaille des Bayerischen Ministers für Wissenschaft und Kunst.
Nach dem Abitur studierte sie in München Theaterwissenschaften, Neue Deutsche Literatur und Psychologie. 1998 erwarb sie die staatliche Schauspielprüfung, trat mit ihrem Abschluss der staatlichen Schauspieleragentur ZBF bei und nahm zusätzlich an Workshops der Münchner Filmhochschule teil.

### Schauspiel
Schon während ihrer Schauspielausbildung spielte sie auch in Fernsehproduktionen mit, so hatte Pokorny zum Beispiel Episodenauftritte in TV-Serien wie Weißblaue Geschichten, Forsthaus Falkenau (1994) und Aus heiterem Himmel  (1998). Des Weiteren sah man sie in Fernsehfilmen wie in Ein tödliches Vergehen (1996) von Tony Randel oder in Virus X (1997) von Lutz Konermann.
Nach ihrem Abschluss sammelte sie Bühnenerfahrung als Ensemblemitglied einiger Tourneetheater und trat auf vielen städtischen Bühnen im deutschsprachigen Raum auf, beispielsweise in München, Wien, Zürich, Basel, Linz, Berlin, Frankfurt am Main, Düsseldorf und Mainz. Pokorny spielte in Inszenierungen wie in Der Freigeist von Éric-Emmanuel Schmitt an der Seite von Anja Kruse bei der Margot Medicus’ Theatergruppe „Bühne 64 Zürich“ mit, in Martha Jellneck von Beate Langmaack bei Ellen Schwiers’ Tourneetheater „das ensemble“, oder in Lessings Minna von Barnhelm mit Timothy Peach in der Hauptrolle und in Shakespeares Die Komödie der Irrungen unter der Regie von Michele Oliveri, aufgeführt von Münchner Tourneetheater „die scene“.
Auch an sommerlichen Theaterfestspielen nahm sie teil. 1999 spielte sie bei den Karl May Festspielen in Bad Segeberg die weibliche Hauptrolle der Hiladi in Halbblut an der Seite des Winnetou-Darstellers Gojko Mitić. Bei den Bad Hersfelder Sommerfestspielen übernahm sie zwischen 2000 und 2005 verschiedene Haupt- und Nebenrollen unter der Regie von Peter Lotschak, beispielsweise in Jedermann von Hugo von Hofmannsthal, Jesus Christ Superstar von Andrew Lloyd Webber, Der Diener zweier Herren von Carlo Goldoni und Ein Sommernachtstraum von William Shakespeare.

### Theaterregie
Seit 2004 lebt sie wieder in ihrem Geburtsort Garmisch-Partenkirchen und arbeitet dort als Juniordirektorin am Kleinen Theater, das 1949 von ihren Großeltern Fritz Rohrbeck und Ludmilla Rohrbeck-Holten gegründet wurde. Im Jahre 2006 war sie erstmals auch als Theaterregisseurin tätig, ihre erste Inszenierung Amadeus wurde im Rahmen des Kultursommers Garmisch-Partenkirchen als Openairvorstellung uraufgeführt. Weitere Stücke unter ihrer Regie waren unter anderem Der Brandner Kaspar von Kurt Wilhelm, die musikalische Komödie Die Fledermaus, frei nach der Operette von Johann Strauß, das Tanz-, Projektions- und Sprechtheater Unheimlich schöne „Poe-sie“ nach Edgar Allan Poe oder auch Schiller – Für alle, gesprochene Balladen von Friedrich Schiller.

### Synchronisation
Überregionalen Bekanntheitsgrad erlangte Pokorny vor allem als Synchronsprecherin. Dem breiten Publikum ist ihre Stimme als Fleur Delacour bekannt, gespielt von Clémence Poésy, die in Harry Potter und der Feuerkelch (2005), Harry Potter und die Heiligtümer des Todes: Teil 1 (2010) und Harry Potter und die Heiligtümer des Todes: Teil 2 (2011) auftrat. 2007 übernahm sie die Synchronisation von Mélanie Laurent, die für die Rolle der Lili im französischen Familiendrama Keine Sorge, mir geht’s gut mit Filmpreisen wie den Romy-Schneider-Preis und den César ausgezeichnet wurde. Ein Jahr später sprach sie Laurent erneut in So ist Paris.
Des Weiteren wurde Pokorny auch für Hauptrollen in Fernsehserien besetzt, so konnte man sie beispielsweise von 2007 bis 2009 in der RTL-Primetime-Serie Law & Order: Special Victims Unit für Diane Neal als Stellv. Bezirksstaatsanwältin Casey Novak hören. Seit 2008 leiht sie der Schauspielerin Anastasia Griffith ihre Stimme, erstmals in der Anwaltsserie Damages – Im Netz der Macht als Katie Connor, später in der Arztserie Royal Pains (2011–2012) als Dr. Emily Peck und in der Fantasyserie Once Upon a Time – Es war einmal… (2012, 2014) als Prinzessin Abigail alias Kathryn Nolan. In den Ken Folletts-Romanverfilmungen Die Säulen der Erde (2010) und Die Tore der Welt (2012) sprach sie Hayley Atwell als Aliena von Shiring und Charlotte Riley als Caris. Überdies spricht sie Lotte Verbeek als Katarina Rostova, die Mutter der Protagonistin Elizabeth Keen (Megan Boone) bzw. Masha Rostova, in der Serie The Blacklist.
In den Videospielen der Borderlands-Reihe ist sie als Mad Moxxi zu hören.

## Auszeichnungen
Am 11. Juli 2024 wurde sie vom Bayerischen Ministerpräsidenten Markus Söder mit dem Bayerischen Verdienstorden ausgezeichnet.